# Erik Jendrišek
Erik Jendrišek (* 26. Oktober 1986 in Trstená, Tschechoslowakei) ist ein ehemaliger slowakischer Fußballspieler.

## Karriere

### Verein
Jendrišek begann das Fußballspielen beim TJ Družstevnik Dlná nad Oravou und wechselte im Herbst 2001 zum MFK Ružomberok. Er war in der Saison 2002/03 der beste Junior in der Slowakei. Für den slowakischen Erstligisten MFK Ružomberok erzielte er in 56 Spielen 30 Tore. Mit Ružomberok wurde er in der Saison 2005/06 slowakischer Meister und Pokalsieger, außerdem mit 21 Toren Torschützenkönig der Corgoň liga. Daraufhin wechselte er vor der Saison 2006/07 auf Leihbasis für ein Jahr und mit Kaufoption für drei Jahre zu Hannover 96. Seinen ersten Einsatz in der Bundesliga hatte er am fünften Spieltag der Saison 2006/07 im Spiel gegen Bayer 04 Leverkusen, das 1:1 endete. Im ganzen Jahr kam er aber nur zu neun Einsätzen als Einwechselspieler, ohne ein Tor zu erzielen.
Zur Saison 2007/08 wechselte er zum 1. FC Kaiserslautern, bei dem er einen Dreijahresvertrag unterschrieb. Im ersten Jahr kam er dort regelmäßig zum Einsatz. Er spielte selten über die volle Spielzeit und erzielte fünf Tore. In den folgenden beiden Jahren etablierte er sich als Stammspieler und erfolgreichster Torschütze der Pfälzer. Mit seinen 15 Toren in der Saison 2009/10 trug er zur Zweitligameisterschaft und dem Aufstieg in die Bundesliga bei.
Danach bekam er ein Angebot vom deutschen Vizemeister FC Schalke 04, bei dem er zur Saison 2010/11 einen Dreijahresvertrag unterschrieb. Nachdem er sich dort gegen Raúl und Klaas-Jan Huntelaar nicht hatte durchsetzen können, wechselte er im Januar 2011 zum SC Freiburg. In Freiburg konnte sich Jendrišek langfristig nicht durchsetzten, weshalb der Verein den zum Ende der Saison 2012/13 auslaufenden Vertrag nicht verlängerte.
Zur Saison 2013/14 wechselte Jendrišek in die 2. Bundesliga zum FC Energie Cottbus. Er unterschrieb einen Vertrag bis zum 30. Juni 2016. Nach dem sportlichen Abstieg mit Cottbus wurde sein Vertrag jedoch aufgelöst, da er für die 3. Liga keine Gültigkeit besaß. Er kehrte zurück in die Slowakei und unterschrieb im August 2014 einen Vertrag beim Erstligisten Spartak Trnava. Im Januar 2015 wechselte er zum KS Cracovia in die höchste polnische Liga. Hier absolvierte er in zweieinhalb Jahren 83 Ligaspiele und schoss 18 Tore. 
Zur Saison 2017/2018 wechselte er nach Griechenland zum Erstligisten Skoda Xanthi. Dort war der Stürmer zwei Spielzeiten aktiv und schloss sich dann dem Ligarivalen Volos NFC an. Im Januar 2021 kehrte Jendrišek in seine Heimat zurück und spielte noch bis zu seinem Karriereende drei Jahre später für den FC Nitra, AS Trenčín und MFK Tatran Liptovský Mikuláš.

### Nationalmannschaft
Jendrišek kam ab 2005 für mehrere slowakische Juniorenauswahlen zum Einsatz und bestritt am 11. Oktober 2008 sein erstes Spiel für die A-Nationalmannschaft. Im Spiel gegen San Marino, das die Slowaken 3:1 gewannen, spielte er die vollen 90 Minuten. Vier Tage später stand er gegen Polen wieder in der Startelf. Jendrišek spielte 83 Minuten und die Slowakei gewann das Spiel mit 2:1.
Jendrišek gehörte dem slowakischen Kader bei der WM 2010 in Südafrika an. Dort kam er in drei Spielen zum Einsatz, darunter im gegen die Niederlande verlorenen Achtelfinale.

## Erfolge
- Slowakischer Meister: 2006
- Slowakischer Pokalsieger: 2006
- Deutscher Pokalsieger: 2011

## Auszeichnungen
- Torschützenkönig der Corgoň liga: 2006 (21 Tore)